# Challenge des Amériques féminin de hockey sur gazon 2024
Navigation
Lima 2021 2028
Le Challenge des Amériques féminin de hockey sur gazon 2024 se déroule à Pembroke aux Bermudes du 21 au 28 septembre 2024.

## Équipes qualifiées
Les cinq équipes ont été choisies par la Fédération panaméricaine de hockey pour participer à la compétition:
- Bermudes
- Brésil
- Guyana
- Mexique
- Paraguay

## Premier tour

### Déroulement
Les cinq participants qui sont répartis en un seul groupe de 5 équipes concourent pour une place à la Coupe des Amériques 2025. Le format est celui d'un tournoi toutes rondes : chaque équipe joue un match contre les quatre autres équipes,.
À l'issue du premier tour, les deux premiers s'affrontent en finale tandis que les deux suivants s'affrontent dans un match pour la 3e place.

### Tournoi toutes rondes
Légende:
- Finale
- Match pour la 3e place

| Rang | Équipe     | Pts | J | G | N | P | Bp | Bc | Diff |
| ---- | ---------- | --- | - | - | - | - | -- | -- | ---- |
| 1    | Mexique    | 12  | 4 | 4 | 0 | 0 | 15 | 2  | +13  |
| 2    | Paraguay   | 5   | 4 | 1 | 2 | 1 | 3  | 3  | 0    |
| 3    | Guyana     | 5   | 4 | 1 | 2 | 1 | 2  | 5  | -3   |
| 4    | Bermudes H | 4   | 4 | 1 | 1 | 2 | 3  | 9  | -6   |
| 5    | Brésil     | 1   | 4 | 0 | 1 | 3 | 2  | 6  | -4   |

| 21 septembre 2024 | Brésil   | 0 - 1 | Guyana   |
| 21 septembre 2024 | Paraguay | 2 - 0 | Bermudes |
| 22 septembre 2024 | Paraguay | 0 - 0 | Guyana   |
| 22 septembre 2024 | Mexique  | 5 - 0 | Bermudes |
| 23 septembre 2024 | Brésil   | 1 - 3 | Mexique  |
| 24 septembre 2024 | Brésil   | 0 - 0 | Paraguay |
| 24 septembre 2024 | Guyana   | 1 - 1 | Bermudes |
| 25 septembre 2024 | Mexique  | 3 - 1 | Paraguay |
| 27 septembre 2024 | Mexique  | 4 - 0 | Guyana   |
| 27 septembre 2024 | Bermudes | 2 - 1 | Brésil   |

| Match 1                 | Brésil  | 0 - 1   | Guyana    |                                            |                                            |
| 21 septembre 2024 15h45 |         | (0 - 0) | 58e Poole | Arbitrage : Claudia Montino Victoria Pazos | Arbitrage : Claudia Montino Victoria Pazos |
| 21 septembre 2024 15h45 | Rapport |         |           | Arbitrage : Claudia Montino Victoria Pazos | Arbitrage : Claudia Montino Victoria Pazos |

| Match 2                 | Bermudes | 0 - 2   | Paraguay                |                                         |                                         |
| 21 septembre 2024 18h00 |          | (0 - 2) | 8e López · 10e Sanabria | Arbitrage : Mariana Reydo Erika Barbera | Arbitrage : Mariana Reydo Erika Barbera |
| 21 septembre 2024 18h00 | Rapport  |         |                         | Arbitrage : Mariana Reydo Erika Barbera | Arbitrage : Mariana Reydo Erika Barbera |

| Match 3                 | Paraguay | 0 - 0 | Guyana |                                           |                                           |
| 22 septembre 2024 15h45 |          |       |        | Arbitrage : Angela de Silva Diana Fuentes | Arbitrage : Angela de Silva Diana Fuentes |
| 22 septembre 2024 15h45 | Rapport  |       |        | Arbitrage : Angela de Silva Diana Fuentes | Arbitrage : Angela de Silva Diana Fuentes |

| Match 4                 | Bermudes | 0 - 5   | Mexique                                              |                                        |                                        |
| 22 septembre 2024 18h00 |          | (0 - 2) | 16e, 39e, 40e Mendoza · 27e D. Cardiel · 32e Estrada | Arbitrage : Victoria Pazos Marisa Miro | Arbitrage : Victoria Pazos Marisa Miro |
| 22 septembre 2024 18h00 | Rapport  |         |                                                      | Arbitrage : Victoria Pazos Marisa Miro | Arbitrage : Victoria Pazos Marisa Miro |

| Match 5                 | Mexique                                  | 3 - 1   | Brésil   |                                           |                                           |
| 23 septembre 2024 18h00 | Acosta 5e · Mendoza 43e · D. Cardiel 57e | (1 - 1) | 30e Eiko | Arbitrage : Angela de Silva Mariana Reydo | Arbitrage : Angela de Silva Mariana Reydo |
| 23 septembre 2024 18h00 | Rapport                                  |         |          | Arbitrage : Angela de Silva Mariana Reydo | Arbitrage : Angela de Silva Mariana Reydo |

| Match 6                 | Paraguay | 0 - 0 | Brésil |                                         |                                         |
| 24 septembre 2024 15h45 |          |       |        | Arbitrage : Claudia Montino Marisa Miro | Arbitrage : Claudia Montino Marisa Miro |
| 24 septembre 2024 15h45 | Rapport  |       |        | Arbitrage : Claudia Montino Marisa Miro | Arbitrage : Claudia Montino Marisa Miro |

| Match 7                 | Bermudes   | 1 - 1   | Guyana      |                                         |                                         |
| 24 septembre 2024 18h00 | Harris 30e | (1 - 1) | 10e Klautky | Arbitrage : Erika Barbera Diana Fuentes | Arbitrage : Erika Barbera Diana Fuentes |
| 24 septembre 2024 18h00 | Rapport    |         |             | Arbitrage : Erika Barbera Diana Fuentes | Arbitrage : Erika Barbera Diana Fuentes |

| Match 8                 | Mexique                                    | 3 - 1   | Paraguay     |                                       |                                       |
| 25 septembre 2024 18h00 | D. Cardiel 10e · Estrada 35e · Mendoza 60e | (1 - 0) | 37e Sanabria | Arbitrage : Mariana Reydo Marisa Miro | Arbitrage : Mariana Reydo Marisa Miro |
| 25 septembre 2024 18h00 | Rapport                                    |         |              | Arbitrage : Mariana Reydo Marisa Miro | Arbitrage : Mariana Reydo Marisa Miro |

| Match 9                 | Mexique                                          | 4 - 0   | Guyana |                                            |                                            |
| 27 septembre 2024 15h45 | Noria 12e · Mendoza 42e · Estrada 54e · Nava 59e | (1 - 0) |        | Arbitrage : Angela de Silva Victoria Pazos | Arbitrage : Angela de Silva Victoria Pazos |
| 27 septembre 2024 15h45 | Rapport                                          |         |        | Arbitrage : Angela de Silva Victoria Pazos | Arbitrage : Angela de Silva Victoria Pazos |

| Match 10                | Bermudes                 | 2 - 1   | Brésil   |                                           |                                           |
| 27 septembre 2024 18h00 | Towlson 38e · Hollis 46e | (0 - 1) | 18e Eiko | Arbitrage : Claudia Montino Diana Fuentes | Arbitrage : Claudia Montino Diana Fuentes |
| 27 septembre 2024 18h00 | Rapport                  |         |          | Arbitrage : Claudia Montino Diana Fuentes | Arbitrage : Claudia Montino Diana Fuentes |

## Phase de classement
Les deux équipes qui sont encore en course pour une place à la Coupe des Amériques 2025 s'affrontent en finale de la compétition. À l'issue de la finale, le vainqueur se qualifie pour la Coupe des Amériques 2025.

### Match pour la3eplace
| Match 11                | Bermudes   | 1 - 2   | Guyana                         |                                       |                                       |
| 28 septembre 2024 15h30 | Harris 23e | (1 - 0) | 32e M. Fernandes · 51e Cadogan | Arbitrage : Erika Barbera Marisa Muro | Arbitrage : Erika Barbera Marisa Muro |
| 28 septembre 2024 15h30 | Rapport    |         |                                | Arbitrage : Erika Barbera Marisa Muro | Arbitrage : Erika Barbera Marisa Muro |

### Finale
| Match 12                | Mexique                                    | 2 - 2             | Paraguay                             |                                           |                                           |
| 28 septembre 2024 18h00 | Acosta 14e, 15e                            | (2 - 2)           | 13e Pistilli · 29e Catebra           | Arbitrage : Mariana Reydo Claudia Montino | Arbitrage : Mariana Reydo Claudia Montino |
| 28 septembre 2024 18h00 | Rapport                                    |                   |                                      | Arbitrage : Mariana Reydo Claudia Montino | Arbitrage : Mariana Reydo Claudia Montino |
| 28 septembre 2024 18h00 | Mendoza · Nava · Oviedo · Estrada · Rivera | Tirs au but 4 - 2 | Catebra · Benitez · Duarte · Barreto | Arbitrage : Mariana Reydo Claudia Montino | Arbitrage : Mariana Reydo Claudia Montino |

## Statistiques

### Buteuses

#### 6 buts
- Grecia Mendoza

#### 3 buts
- Maribel Acosta
- Dariana Cardiel
- Arlette Estrada

#### 2 buts
- Georgia Harris
- Mayara Eiko
- Abril Sanabria

#### 1 but
- Jessica Hollis
- Mallory Towlson
- Abosaide Cadogan
- Madison Fernandes
- Sarah Klautky
- Makaylah Poole
- Nathalia Nava
- Ximena Noria
- María Catebra
- Bella López
- Paula Pistilli

### Classement final
| Rang                         | Équipe     | J | G | N | P | BP | BC | +/- | Pts | Classement mondial FIH | Classement mondial FIH | Classement mondial FIH |
| Rang                         | Équipe     | J | G | N | P | BP | BC | +/- | Pts | Avant                  | Après                  | +/-                    |
| ---------------------------- | ---------- | - | - | - | - | -- | -- | --- | --- | ---------------------- | ---------------------- | ---------------------- |
| Médaille d'or, Amérique      | Mexique    | 5 | 4 | 1 | 0 | 17 | 4  | +13 | 13  | 36                     | 31                     | +5                     |
| Médaille d'argent, Amérique  | Paraguay   | 5 | 1 | 3 | 1 | 5  | 5  | 0   | 6   | 47                     | 51                     | -4                     |
| Médaille de bronze, Amérique | Guyana     | 5 | 2 | 2 | 1 | 4  | 6  | -2  | 8   | 68                     | 62                     | +6                     |
| 4                            | Bermudes H | 5 | 1 | 1 | 3 | 4  | 11 | -7  | 4   | 70                     | 72                     | -2                     |
| Éliminée au premier tour     |            |   |   |   |   |    |    |     |     |                        |                        |                        |
| 5                            | Brésil     | 4 | 0 | 1 | 3 | 2  | 6  | -4  | 1   | 55                     | 69                     | -14                    |

|  | Nation qualifiée pour la Coupe des Amériques 2025 |